# Стаффорд Бір
Е́нтоні Ста́ффорд Бір (англ. Anthony Stafford Beer); 25 вересня 1926 року, Лондон — 23 серпня 2002 року) — британський кібернетик, що був теоретиком і практиком в галузі дослідження операцій та так званої «другої хвилі» кібернетики.

## Біографія
Почав навчання філософії в Університетському коледжі Лондона (англ. University College London), який залишив в 1944 році у зв'язку з вступом на службу в армію. До 1947 р. він служив в Індії. У 1949 році був демобілізований у званні капітана.
Вперше він познайомився з дослідженням операцій в армії, де він швидко зрозумів вигоди, які воно може принести для бізнесу. Поступивши на роботу в найбільшу металургійну компанію United Steel і переконавши керуючих заснувати групу дослідження операцій, він очолив відділ дослідження операцій і кібернетики. У 1959 році він опублікував свою першу книгу Cybernetics and Management, побудовану на ідеях системного підходу до управління організаціями Норберта Вінера, Воррена Маккалоха і особливо Вільяма Ешбі.
Придбавши унікальний практичний досвід в 1961 році, він залишив роботу в компанії United Steel щоб почати свій бізнес консультанта в партнерстві з Роджером Еддісоном в галузі дослідження операцій. Компанію назвали SIGMA (Science in General Management — Наука в загальному управлінні). Бір залишив її в 1966 році, перейшовши на роботу до клієнта SIGMA — International Publishing Corporation (IPC). Бір був директором розробок IPC та ініціатором використання нових комп'ютерних технологій. Також в 1966 році він написав книгу Decision and Control. Він залишив IPC в 1970 році, щоб працювати незалежним консультантом, що стало результатом його все більш зростаючого інтересу до соціальних систем.
Його найбільший незалежний проект так і не був повністю завершений, незважаючи на отримані численні позитивні результати. У 1971 році він був запрошений соціалістичним урядом Чилі для створення єдиної комп'ютеризованої системи управління економікою в реальному часі Сайберсін за допомогою мережі Кібернет (Cybernet). Також була розпочата розробка так званого «Всенародного проекту», спрямованого на отримання зворотного зв'язку від громадян на дії уряду з урахуванням закону про необхідну різноманітність. Уряд за допомогою технологічних досягнень (наприклад телебачення) «може сьогодні звертатися до всієї маси народу, немовби він говорив з кожним громадянином окремо», а засоби спілкування народу з урядом обмежені. Для усунення цього протиріччя пропонувалися нові засоби комунікації із урядом, а саме спеціальний прилад, будь-який власник якого міг встановлювати його показання переміщенням стрілки за безперервною шкалою між повним задоволенням і повною незадоволеністю.
Проекти були перервані після перевороту Піночета у 1973 році. Бір продовжував працювати в Америці, консультуючи уряд Мексики, Уругваю і Венесуели. Він також написав серію з чотирьох книг, яка базується на його власній Моделі життєздатної системи (Viable System Model) для моделювання організацій: Platform for Change, Designing Freedom, Heart of Enterprise і The Brain Of The Firm.
У середині 1970-х років Бір відмовився від матеріальних цінностей і переїхав в серединний Уелс, де відлюднено жив, цікавлячись поезією і мистецтвом. Починаючи з 1980 року він поселився в іншому своєму будинку в Торонто. Він продовжував працювати у своїй галузі і в 1994 році опублікував свою працю Beyond Dispute: The Invention of Team Syntegrity, присвячену синергетиці групи (Team Syntegrity), формальній моделі, побудованій на ідеї багатогранних систем для неієрархічного вирішення проблем.
Він був запрошеним професором (visiting professor) тридцяти університетів і отримав звання почесного доктора в Сандерлендському університеті. Був президентом Світової організації систем і кібернетики (World Organization of Systems and Cybernetics) і володарем нагород від Шведської королівської академії в області інженерних наук, Системного товариства Великої Британії, Американського товариства кібернетики та Товариства дослідження операцій Америки. У 1990-х роках опублікував одну зі своїх останніх книг про групову синергетику, побудовану на поліедричній ідеї систем неієрархічного вирішення проблем.
Бір був одружений двічі, в 1947 році на Сінтії Ханнавей і в 1968 році на Саллі Стедман. Мав п'ять синів і три дочки.

### Управління у кібернетиці
Бір був першим, хто застосував кібернетику для управління, визначивши управління як «науку ефективної організації». Протягом 1960-х років Бір написав багато робіт і був впливовим практиком в управлінні за допомогою кібернетики. Саме в цей період він розробив модель життєздатної системи для діагностики несправності в будь-якій існуючій організаційній системі. У той час Форрестер відкрив системну динаміку, яка полягає в тому, що поведінка систем в цілому може бути представлена і осягнута через моделювання динамічних відгуків процесів, що відбуваються в них.
Управління у кібернетиці — це застосування кібернетичних законів для всіх видів організацій і соціальних інститутів, створених людськими істотами, і взаємодіючих в них і між ними. Це теорія, заснована на законах природи. У ній розглядаються питання, які кожен індивід, який хоче впливати на організацію, повинні навчитися в якійсь мірі вирішувати. Ця теорія не обмежується діями топ-менеджерів. Кожен член такої організації та кожна особа, яка в більшій чи меншій мірі спілкується або взаємодіє з іншими, бере участь у вирішенні питань.

## Наукові праці
- 1959, Cybernetics and Management, English Universities Press
  - Бир Ст. Кибернетика и управление производством./ Пер. с англ. В. Я. Алтаева. — М.: Наука, 1963. — 276с.
  - Кибернетика и менеджмент = Cybernetics and Management /Стаффорд Бир; пер. англ. В. Алтаев. — [М.]: КомКнига, 2011. — 280 с. ISBN 978-5-484-01272-5, 978-5-484-01083-7
- 1966, Decision and Control, Wiley, London
  - 1995, Decision and Control: The Meaning of Operational Research and Management Cybernetics. — London: Wiley, 1995. — 568 p. ISBN 0-471-94838-1
- 1972, Brain Of The Firm, Allen Lane, The Penguin Press, London, Herder and Herder, USA.
- 1974, Designing Freedom, CBC Learning Systems, Toronto, 1974; and John Wiley, London and New York, 1975. (1995 — ISBN 0-471-95165-X)
- 1975, Platform for Change, John Wiley, London and New York. Reprinted with corrections 1978. (1995 — ISBN 0-471-94840-3)
- 1977, Transit; Poems, CWRW Press, Wales. Limited Edition, Private Circulation.
- 1979, The Heart of Enterprise, John Wiley, London and New York. (1995 — ISBN 0-471-94837-3)
- 1981, Brain of the Firm; Second Edition (much extended), John Wiley, London and New York. Reprinted 1986, 1988.
  - Бир С. Мозг фирмы. — М.: Радио и связь, 1993. — 416 с. ISBN 5-256-00426-3
  - … — М.: Либроком, 2009. — 416 с. ISBN 978-5-397-00156-4
- 1985, Diagnosing the System for Organizations; John Wiley, London and New York. Translated into Italian and Japanese. Reprinted 1988, 1990, 1991. (1995 — ISBN 0-471-95136-6)
- 1986, Pebbles to Computer: The Thread; (with Hans Blohm), Oxford University Press, Toronto.
- 1994, Beyond Dispute: The Invention of Team Syntegrity; John Wiley, Chichester. — 380 p. ISBN 0-471-94451-3

перекладені українською
- Конструювання свободи: якими інструментами нехтує сучасна людина [Архівовано 9 грудня 2018 у Wayback Machine.] // Спільне. — 8.05.2014
- Конструювання свободи: Прототип машини свободи [Архівовано 9 грудня 2018 у Wayback Machine.] // Спільне. — 4.06.2014
- Конструювання свободи: Наука на службі в людини [Архівовано 9 грудня 2018 у Wayback Machine.] // Спільне. — 8.07.2014